# 旺多姆区
旺多姆区（法語：Arrondissement de Vendôme）是法国卢瓦-谢尔省所辖的一个区。总面积1722.3平方公里，总人口68599，人口密度40人/平方公里（2018年）。主要城镇为旺多姆。

## 辖区
旺多姆区辖有100个市镇。